# Bridgestone
Bridgestone Corporation (株式会社ブリヂストン; Kabušiki gaiša Buridžisuton) je japonský gumárenský konglomerát, založený roku 1931 Šódžiró Išibašim (石橋正二郎, Išibaši Šódžiró) ve městě Kurume, Fukuoka v Japonsku. Název Bridgestone (česky: Mostní kámen) pochází z překladu a transpozice jména zakladatele do angličtiny – išibaši (石橋) znamená v japonštině „kamenný most“.
Firma Bridgestone vyrábí pneumatiky a ve svém oboru je největší v Japonsku a od roku 2006 je největším výrobcem na světě před konkurenčními firmami Michelin a Goodyear. V letech 1997–2010 dodával pneumatiky pro seriál závodů Formule 1.